# Tour d'Azerbaïdjan
Il Tour d'Azerbaïdjan è una corsa a tappe maschile di ciclismo su strada che si disputa in Azerbaigian ogni anno a maggio. Dal 2012 è inserito nel calendario dell'UCI Europe Tour. Il primo anno la gara era classificata come evento di classe 2.2U e riservata ai ciclisti Under-23 e il suo nome era Heydar Aliyev Anniversary Tour. Nel 2013 è stata promossa alla classe 2.2 e l'anno seguente a evento 2.1 con conseguente apertura ai ProTeam.
La corsa non va confusa con l'Azerbaijan International Tour, una corsa a tappe che si svolge fra l'Azerbaigian e il nord dell'Iran dal 1986 e che è inserita nel calendario UCI Asia Tour come evento 2.2.

## Albo d'oro
| Anno | Vincitore       | Secondo              | Terzo              |
| ---- | --------------- | -------------------- | ------------------ |
| 2012 | Youcef Reguigui | Kiríll Jacevič       | Bachtijar Kožataev |
| 2013 | Serhij Hrečyn   | Oleksandr Surutkovyč | Bachtijar Kožataev |
| 2014 | Il'nur Zakarin  | Vitalij Buc          | Darren Lapthorne   |
| 2015 | Primož Roglič   | Jasper Ockeloen      | Matej Mugerli      |
| 2016 | Markus Eibegger | Rinaldo Nocentini    | Nikita Stal'nov    |
| 2017 | non assegnato   | Hermann Pernsteiner  | Oleksandr Polivoda |